# Serrodes campana
Serrodes campana là một loài bướm đêm thuộc họ Erebidae. Nó được tìm thấy ở the Indo-Australian tropics đến miền đông Úc, Fiji, Samoa và Nouvelle-Calédonie. Nó cũng hiện diện ở Nhật Bản và Triều Tiên.

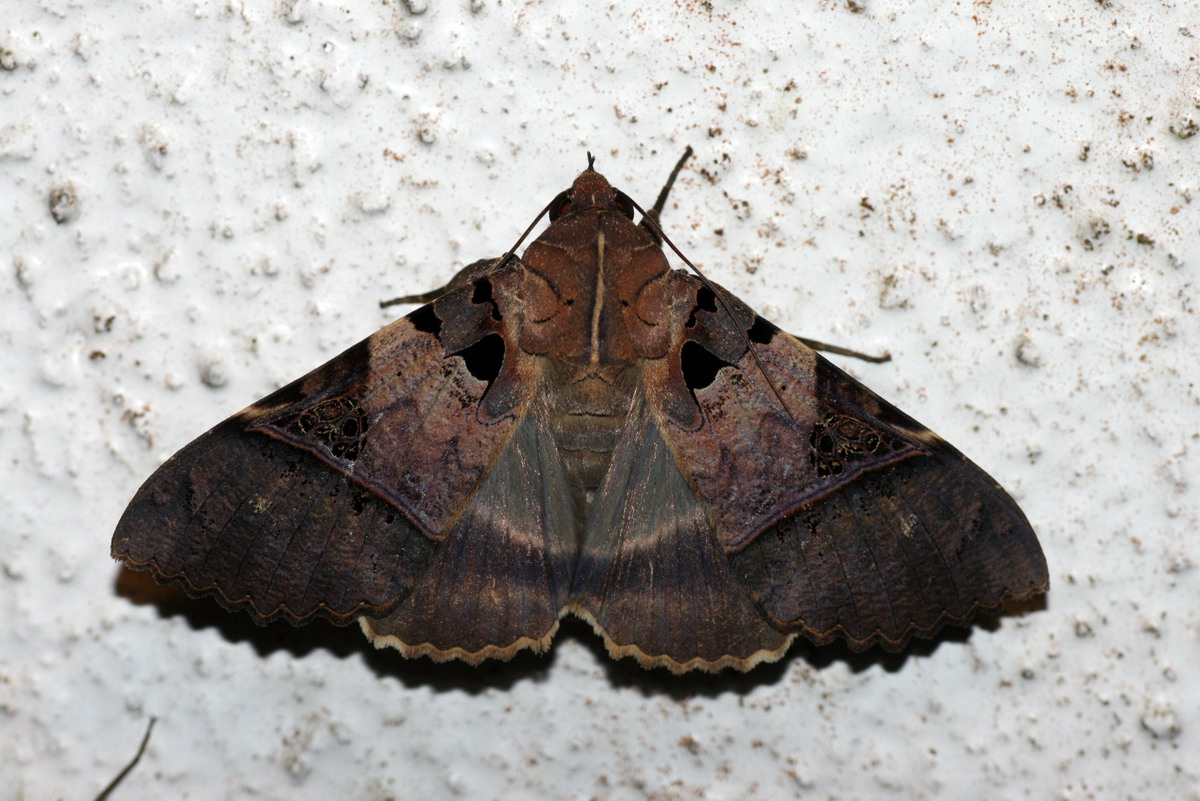

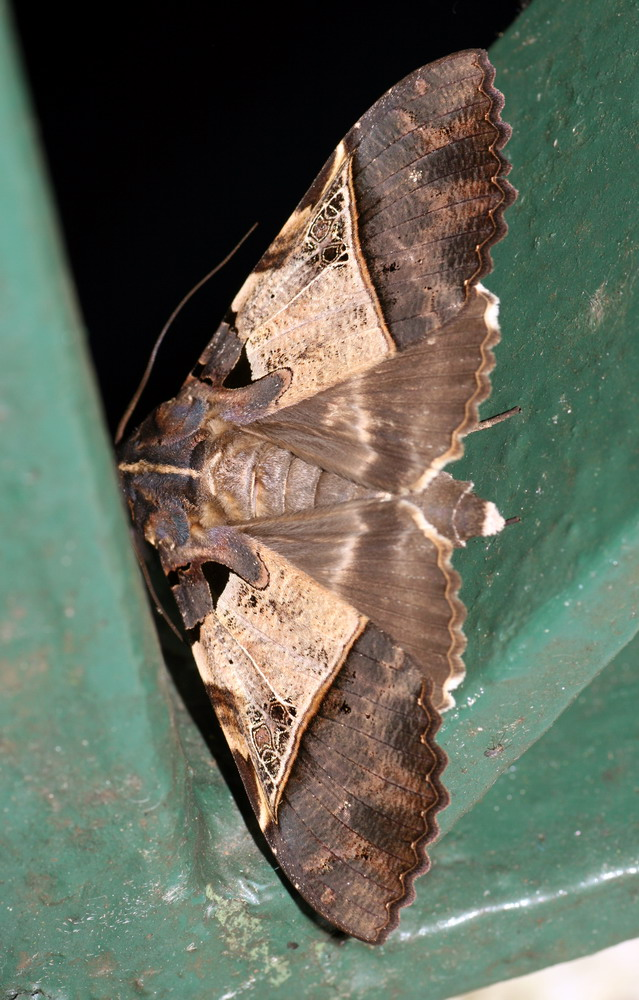

Sải cánh dài khoảng 80 mm. Con lớn đục trái cây nhưng cũng ăn mật hoa.
Ấu trùng ăn Lepisanthes, Nephelium, Sapindus, Schleichera và Acer.

## Phụ loài
- Serrodes campana campana
- Serrodes campana callipepla Prout, 1929

## Hình ảnh

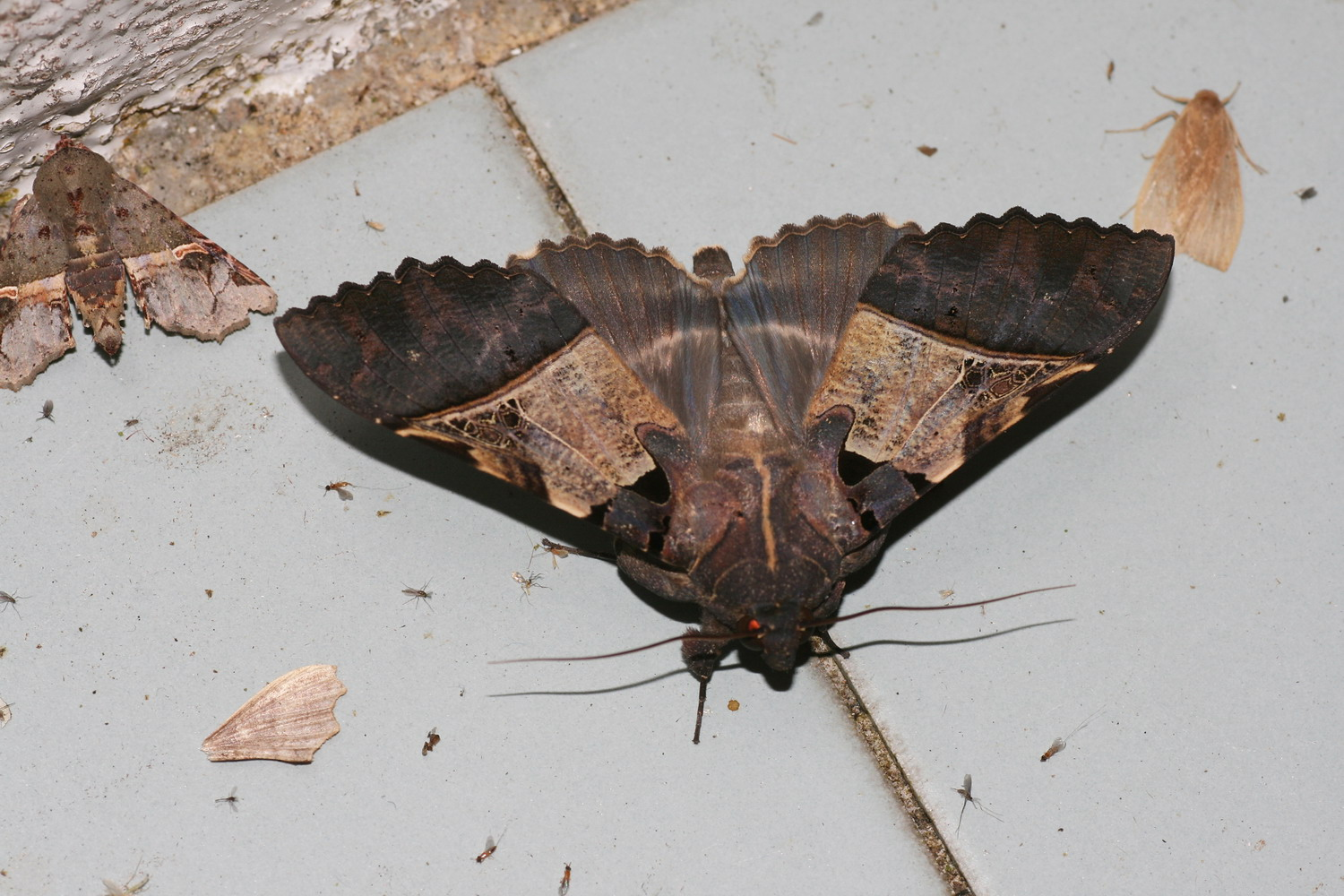
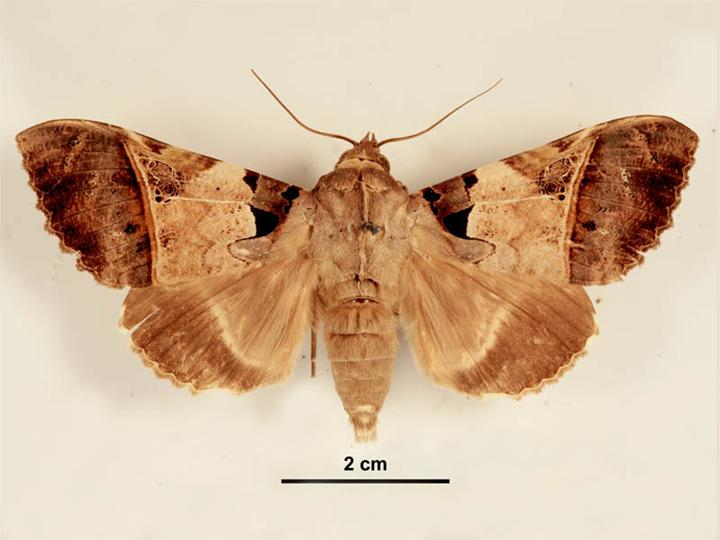
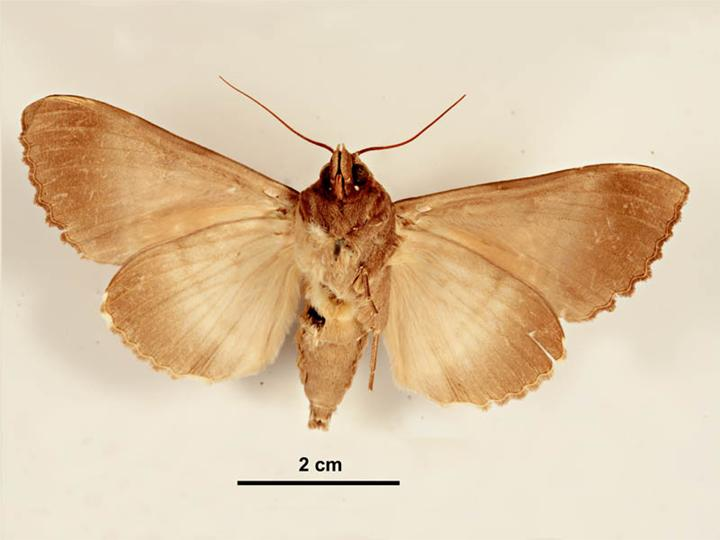
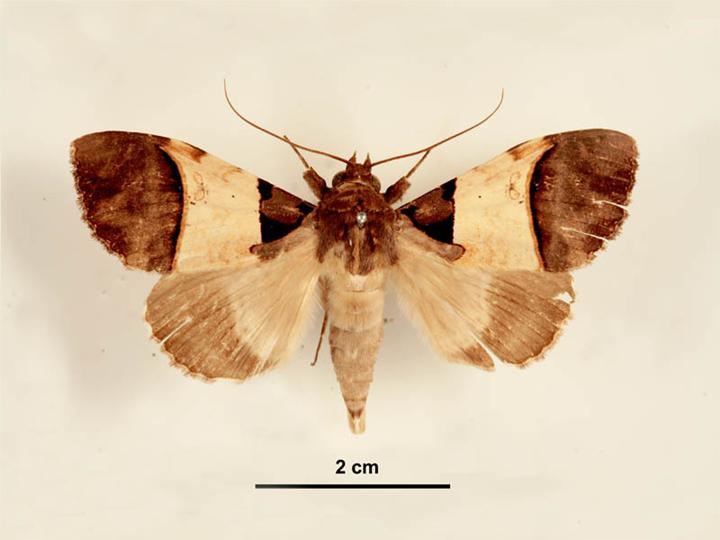